# حسين أمين (لاعب كرة قدم)
حسين أمين (15 أبريل 1985 بلبنان - ) هو لاعب كرة قدم لبناني في مركز الدفاع. شارك مع منتخب لبنان لكرة القدم. أما مع النوادي، فقد لعب مع نادي الأنصار.

## وصلات خارجية
- حسين أمين على موقع ناشيونال فوتبول تيمز (الإنجليزية)
- حسين أمين على موقع Soccerway.com (الإنجليزية)